# Gustava Hindström
Gustava Hindström, senare Köllner, född 1758, död 1840, var en svensk skolföreståndare. Hon är känd som föremål för de dikter Thomas Thorild tillägnade henne under namnet 'Nina'. Hon grundade och drev också en framgångsrik flickpension i Växjö efter 1786. 
Hon var dotter till hovsekreterare Jöns Hindström och Maria Höckert (d. 1794), och syster till hovkanslisten Arvid Hindström. Hennes mor drev som änka en flickpension i Maria församling i Stockholm på 1770-talet, där Gustava troligen också arbetade som lärare. Även Thomas Thorild, som var vän med hennes bror Arvid, arbetade en tid som lärare i flickpensionen. Han var en tid förälskad i henne och tillägnade henne dikterna om Nina, och hon är känd som sådan i biografierna om Thorild. Hon beskrivs som vacker, bildad, älskvärd och begåvad, och Thorild kallar henne "snille", samma titel han ger Anna Maria Lenngren och hade stor respekt för hennes intelligens. 
Hon gifte sig 1786 med Wilhelm Köllner, regementsfältskär vid Kronobergs regemente, sedan lasarettsläkare i Växjö. Efter giftermålet flyttade paret till Växjö, där Gustava Köllner öppnade en flickpension. Hennes skola hade gott rykte på 1790-talet och anlitades av förmögna klienter ända från Stockholm. Det var ett pensionat där eleverna bodde i hennes hem. Den tog emot elever från adliga familjer och dess föräldrar gav Köllner dyrbara smycken, bestick och silver som inackorderingsavgift. 
Hon var fostermor till poeten Georg Ingelgren. 